# Distretto di Şarkışla

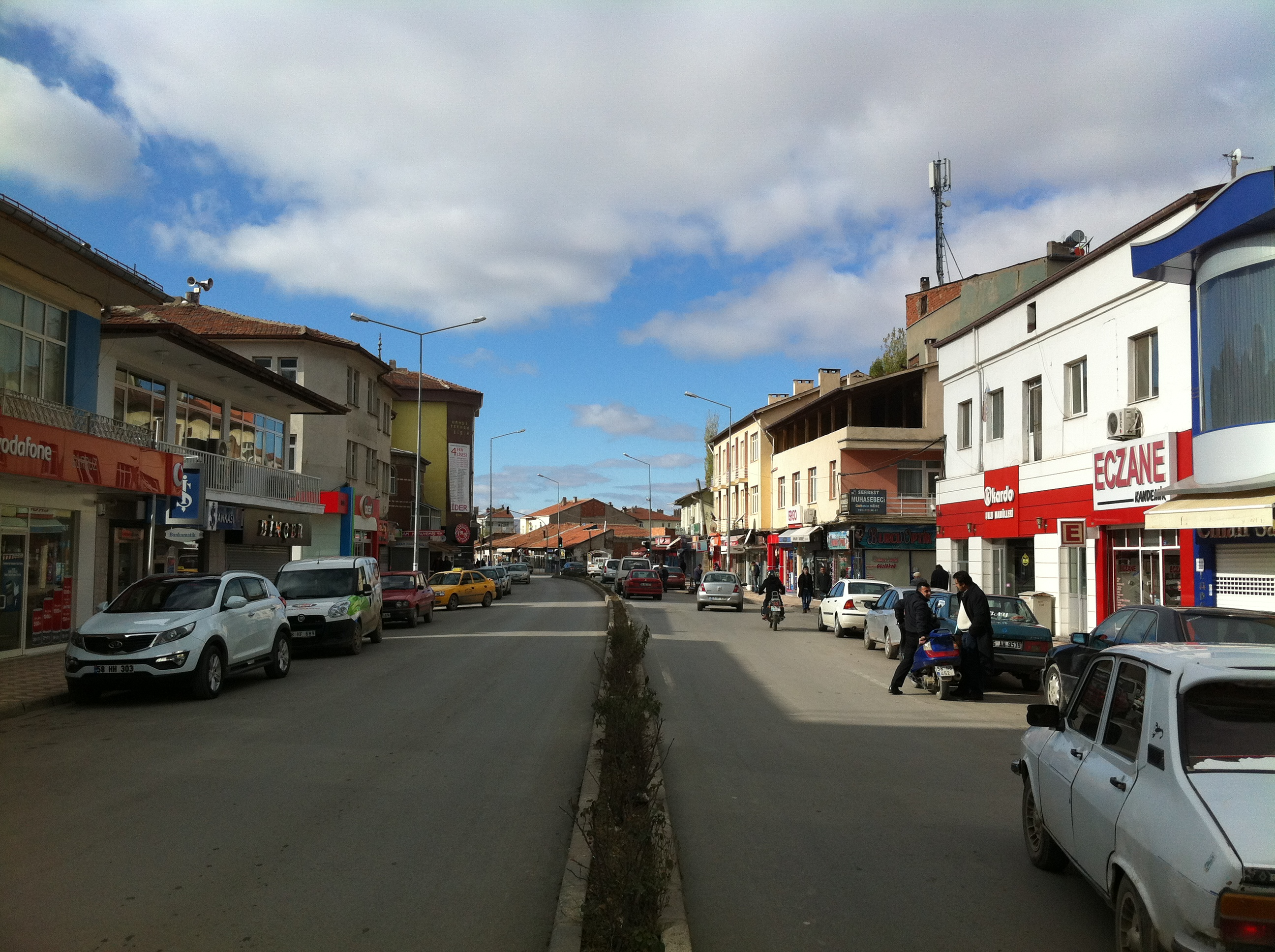
Şarkışla city center

Il distretto di Şarkışla (in turco Şarkışla ilçesi) è uno dei distretti della provincia di Sivas, in Turchia.